# Jūlāndeh
Jūlāndeh (persiska: جُولان دِه, غولَن دِه, گيلان دِه, جولانده) är en ort i Iran.   Den ligger i provinsen Kurdistan, i den nordvästra delen av landet, 400 km väster om huvudstaden Teheran. Jūlāndeh ligger 916 meter över havet och antalet invånare är 179.
Terrängen runt Jūlāndeh är bergig åt sydväst, men åt nordost är den kuperad. Jūlāndeh ligger nere i en dal. Runt Jūlāndeh är det ganska tätbefolkat, med 65 invånare per kvadratkilometer. Närmaste större samhälle är Pāveh, 16,4 km väster om Jūlāndeh. Trakten runt Jūlāndeh består i huvudsak av gräsmarker.